# Scandia (Alberta)
Scandia est un hameau (hamlet) du Comté de Newell, situé dans la province canadienne d'Alberta.

## Démographie
En tant que localité désignée dans le recensement de 2011, Scandia a une population de 154 habitants dans 46 de ses 55 logements, soit une variation de 12.4% par rapport à la population de 2006. Avec une superficie de 0,197 8 km2, le hameau possède une densité de population de 778,564 2 hab/km2 en 2011.
Concernant le recensement de 2006, Scandia abritait 137 habitants dans 48 de ses 52 logements. Avec une superficie de 0,197 8 km2, le hameau possédait une densité de population de 692,6 hab/km2 en 2006.